# Naračano-Vilejská nížina

Naračano-Vilejská nížina (zeleně) na geomorfologické mapě Běloruska

Naračano-Vilejská nížina (bělorusky Нарачана-Вілейская нізіна, rusky Нарочано-Вилейская низина) je fyzicko-geografický rajón Běloruského pojezeří. Nachází se na severovýchodě Hrodenské oblasti a na severozápadě Minské oblasti v Bělorusku, v povodí horního a středního toku řeky Vilija. Na severu hraničí s Svjancjanskou pahorkatinou, na jihovýchodě s Minskou vysočinou a na jihozápadě s Ašmjanskou vysočinou. Na východě přechází do Věrchněbjarezinské nížiny a na západě v Neriso-Žemjanskou nížinu v Litvě. V průměru dosahuje výšky 155 až 190 m n. m. Nejvyšší vrchol má výšku 232 m n. m. a leží na území Konsatinovské pahorkatiny. Rozloha činí asi 7,4 tis. km². Od západu k východu se táhne v délce 115–145 km, od severu na jih má 35–75 km.
V současném systému fyzicko-geografickém členění Běloruska je Naračano-Vilejská nížina rozdělena do dvou oblastí. První z nich je Naročanská rovina, která je součástí okruhu Naračano-Ušackého Pojezeří Běloruské Pojezerské provincie. Druhou je Vilejská nížina, která náleží do Centrálního okruhu Běloruské pahorkatiny Západoběloruské provincie.

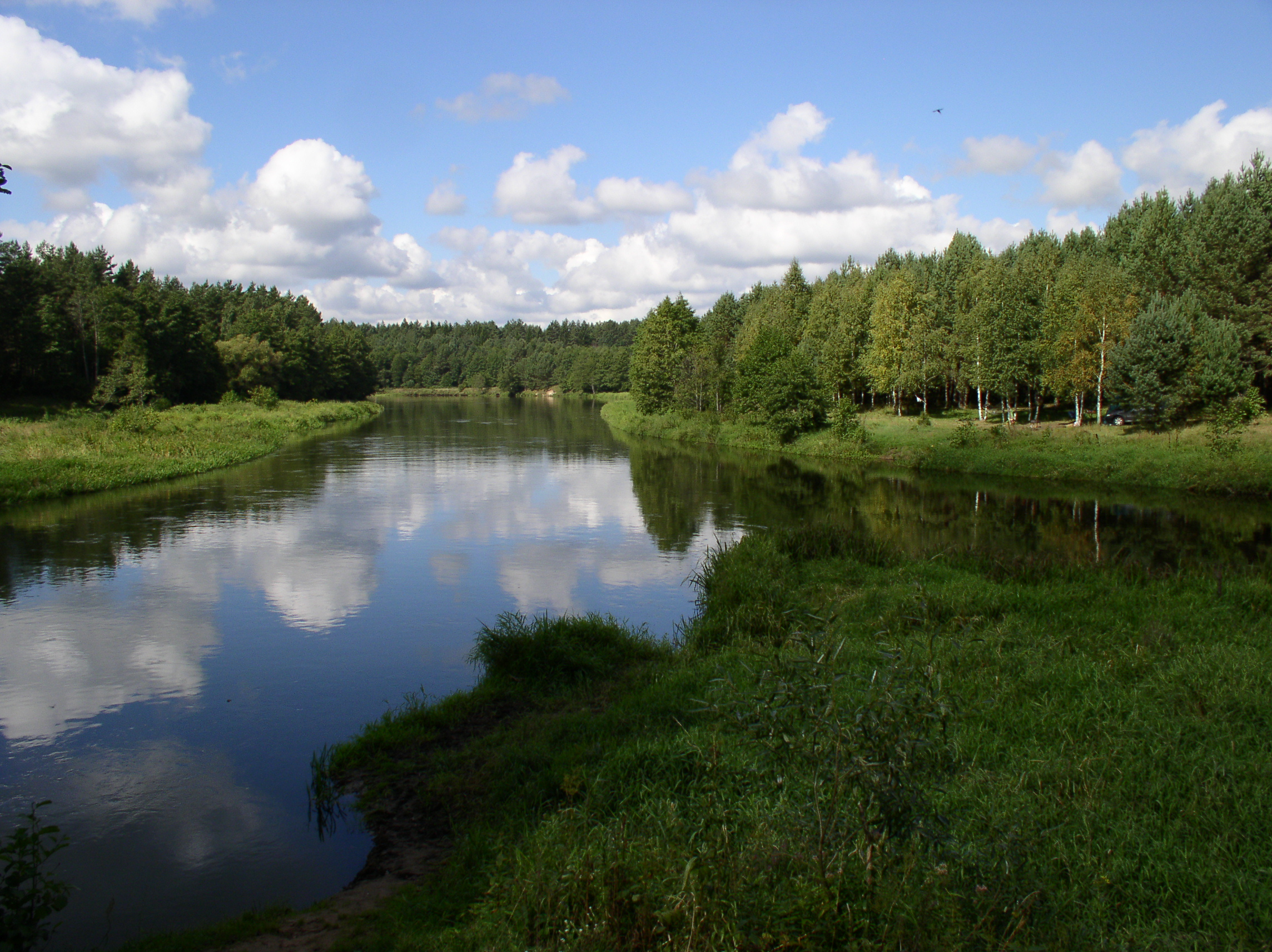
Soutok řeky Narač a Vilija

## Geomorfologie
Většinu území zaujímá ledovcová rovina vytvořená fluvioglaciálními a limnoglaciálními usazenami, které se vytvořily po sestoupení Vilejského periglaciálního jezera a během ústupu Paazerského (Valdajského) ledovce. Povrch se vyznačuje relativním převýšením v rozmezí 3 až 7 metrů. Naročano-Vilejská nížina je charakterizována nepřístupnými mokřady s reliktními jezery, jezerními kotlinami a dunami. 
Na severu Naročano-Vilejské nížiny se nachází hřebeny terminálních morén Paazerského zalednění: Svirská, Konstantinovská, Severonaročská a Jihonaročská pahorkatina. Jsou vytvořeny komplexy pahorků a úvalů s délkou 0,5–3 kilometry s relativní výškou 1–20 metrů. Na okraji Svirské a Severonaročské pahorkatiny leží eskery a kamy. Na východě útvarů terminálních morén Sožského (Moskvského) zalednění leží Kureněcká a Kosteněvická pahorkatina.

## Hydrologie a klima

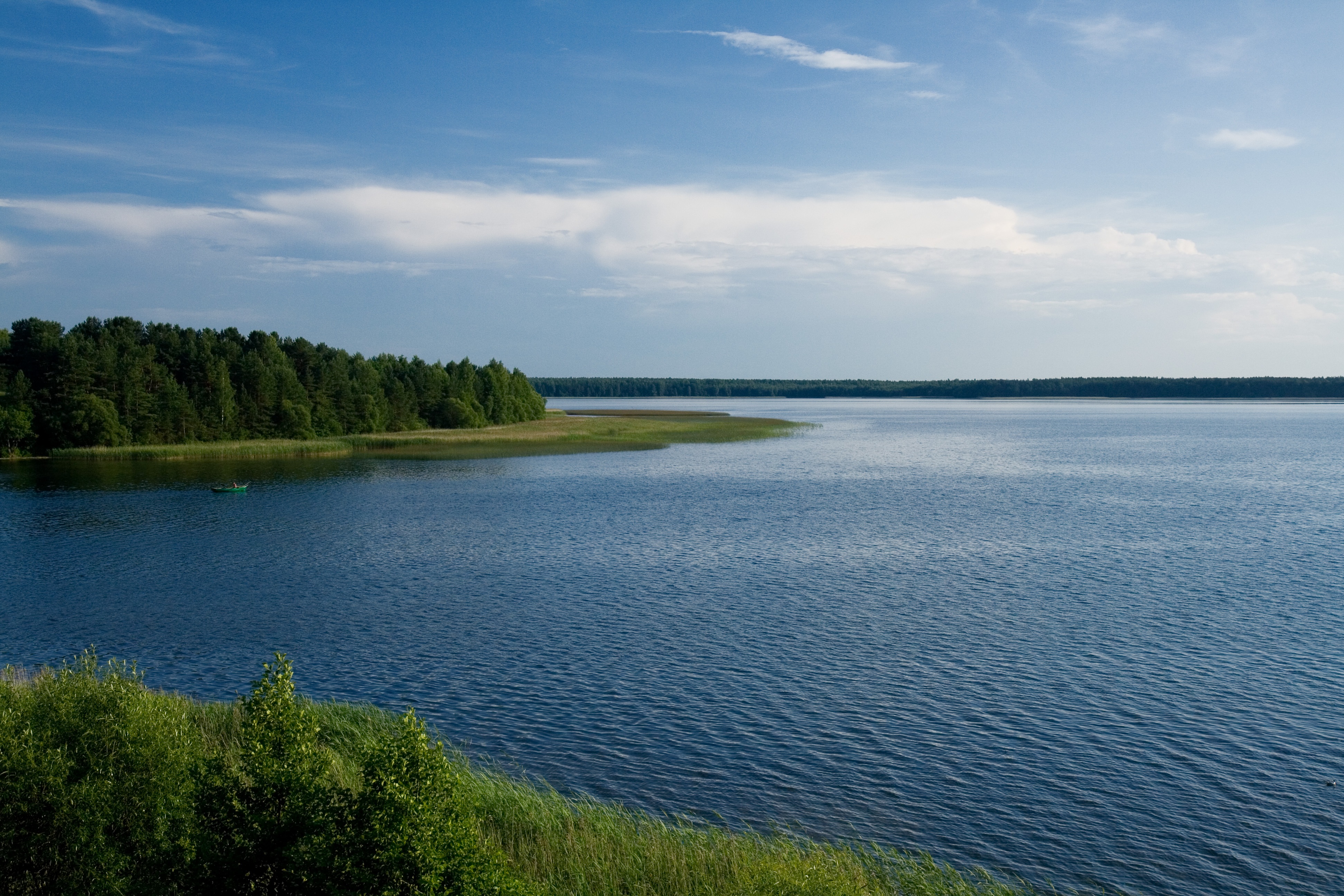
Jezero Mjastro na severu Naročano-Vilejské nížiny

Nížinou protéká řeka Vilija s přítoky Ašmjanka, Aksana, Uěa, Ilija, Dzvinasa, Sevrač, Narač, Strača, Struna. Na území nížiny se nachází mnoho jezer ledovcového původu, které dohromady vytváří několik skupin: Naračanská, Mjadzelská, Blankytná, Saračanská a Svirská jezera. Na okraji Naračano-Vilejské nížiny se počíná Vilejsko-Minský vodní systém, který je součástí Vilejské přehrady. Průměrná teplota v lednu je −7,5 °C, v červenci 16,8 °C. Roční úhrn srážek činí 600 mm.

## Půdy a vegetace
Na území nížiny jsou zastoupeny drnově podzolové půdy, v depresích rašelinově bažinné a drnově humusové glejové. Bažiny jsou většinou nížinné. Zaslesněno je celkem 36% území. Dominují borovice, vyskytují listnaté smrčinové lesy. Orné půdy pokrývají 35% území.
Na předělu nížiny se nachází Naračanský národní park a přírodní rezervace Pasynki, Blakitná jezera, Čeremnica, Rudakovo, Dubatoŭská, Někasecká rezervace. V okolí jezera jsou lázeňská a ochranná pásma vodních zdrojů.